# 鳳山縣志
鳳山縣志是清朝鳳山縣的方，於康熙五十九年（1720年）刊行，主修者是鳳山縣知縣李丕煜。全書共有十卷，附卷首一卷。

## 沿革
鳳山縣志的主修者為知縣李丕煜，而實際編纂者為陳文達、李欽文與陳慧，他們在此之前都已參與過志書的編纂工作，故鳳山縣志的體例有受到之前已成的《臺灣府志》、《諸羅縣志》影響。
該書大約在康熙五十七年（1718年）年底、五十八年（1719）年初開始編纂，於康熙五十八年（1719年）六月完稿，隔年（1720年）刊行。

## 版本
- 康熙五十九年原刊本：於中國社會科學院考古研究所圖書館、天津市人民圖書館、南京圖書館、寧波市圖書館[註 1]、日本東洋文庫有收藏[1]。
- 排印本：均以賴永祥所攝得之東洋文庫藏本為底本[1]。
  - 《臺灣文獻叢刊》本（1961年）
  - 《臺灣方志彙編》本（1968年）
- 覆刻本：《中國方志》本（成文出版），以高志彬於1985年重新拍攝東洋文庫藏本為底[1]。
- 合校本：《清代臺灣方誌彙刊》（文建會、遠流），以東洋文庫為底，再參考其他地方的藏本及王瑛曾《重修鳳山縣志》來校正[1]。